# مسجد كامبونج بوكيت اودال
مسجد كامبونج بوكيت اودال يقع المسجد في كامبونج بوكيت اودال، والتي تبعد حوالي عشرة كيلومترات من بيكان توتونج في بروناي، تم البدء في بناء المسجد في الأول من شهر أبريل من عام 1995، على موقع أرض تبلغ مساحته 2،35 فدان، وتم الانتهاء من أعمال البناء في العام نفسه مع نفقات بلغت 240،000.00 دولار.
افتتح مسجد كامبونج بوكيت اودال زاستخدم لأول مرة في الثامن من شهر الله المحرم من عام 1416 هـ الموافق الأول من شهر نوفمبر من عام 1995، وتبلغ قدرة المسجد الاستيعابية حوالي 200 مصلي.